# Балка Таволжанська
Ба́лка Таволжа́нська — комплексна пам'ятка природи місцевого значення в Україні. Розташована на території Вільнянського району Запорізької області, на захід від села Дніпровка. 
Площа 5 га. Статус присвоєно згідно з рішенням Запорізького облвиконкому від 25.09.1984 року № 315. Перебуває у віданні ДП «Запорізьке лісомисливське господарство» (Михайлівське лісництво, квартал № 14).